# David Martínez De Aguirre Guinea
David Martínez De Aguirre Guinea O.P.(né le 10 janvier 1970 à Vitoria-Gasteiz) est un évêque catholique espagnol résident péruvien. Il est vicaire apostolique de Puerto Maldonado au Pérou depuis 2015.

## Biographie
David Martínez De Aguirre Guinea est né le 10 janvier 1970 à Vitoria-Gasteiz, en Espagne. Après avoir achevé ses études secondaires au collège de la Marianista Santa María de Vitoria-Gasteiz, il fréquente l'Institut supérieur de philosophie de Valladolid (1993 - 1995) puis la faculté de théologie Saint-Stephen à Salamanque (1995 - 1998). Il obtient un diplôme à l'Université de Deusto de Bilbao, et étudie à l'École biblique et archéologique française de Jérusalem (1998 - 2000).
Le 18 septembre 1993, David Martínez De Aguirre Guinea professe ses vœux perpétuels de dominicain, puis le 11 décembre 1999 il est ordonné prêtre. 
Au cours des années qui suivent, il occupe des postes pastoraux: d'abord à Bilbao puis à Cuzco, au Pérou, et enfin à Puerto Maldonado où il enseigne la Théologie biblique au séminaire du vicariat.
De 2001 à 2014, il dirige l'église et la mission de Kirigueti, tout en servant, de 2004 à 2014, de conseiller du vicariat régional de Sainte-Rose de Lima. Il dirige également la mission de San Pedro Mártir de Timpía tout en étant directeur du Centre Culturel José Pio Aza de Lima.
Le 8 juillet 2014, le pape François le nomme évêque coadjuteur du vicariat apostolique de Puerto Maldonado, où il succède le 23 juin 2015, à l'évêque démissionnaire et prédécesseur, Francisco Gonzalez Hernández. 
En vue du Synode des évêques pour l'Amazonie, pour lequel il est nommé, le 4 mai 2019, secrétaire exécutif spécial par le pape François, il décrit sa mission et ses espoirs:

« Nous espérons que le synode fera mieux comprendre que la région amazonienne n'est pas seulement un pansement qui doit être perquisitionné pour ses ressources, mais aussi un espace de protection. Nous sommes une église d'Amazonie, avec l'Amazone en son cœur. Nous devons veiller à ce que les peuples d'Amazonie aient une participation plus forte dans l'église et que leur contribution nous montre le visage du Christ et peut nous enrichir. »